# Alireza Beiranvand
Alireza Safar Beiranvand (tiếng Ba Tư: علیرضا بیرانوند, sinh ngày 21 tháng 9 năm 1992) là một cầu thủ bóng đá người Iran thi đấu ở vị trí thủ môn cho câu lạc bộ Royal Antwerp ở giải vô địch Bỉ và đội tuyển bóng đá quốc gia Iran. Beiranvand đã thi đấu cho tuyển Iran ở hai kỳ Asian Cup các năm 2015 và 2019; cũng như bắt chính cả ba trận của Iran tại World Cup 2018, giải đấu mà anh trở nên nổi tiếng vì đã cản phá cú sút penalty của siêu sao người Bồ Đào Nha Cristiano Ronaldo.
Được xem là một trong những thủ môn hay nhất châu Á ở thời điểm hiện tại, Beiranvand trở thành cầu thủ người Iran đầu tiên được đề cử cho giải thưởng cá nhân The Best FIFA Award năm 2017. Anh là thủ môn xuất sắc nhất ở giải bóng đá chuyên nghiệp Vịnh Ba Tư trong bốn mùa giải liên tiếp từ năm 2014 đến 2019, và cũng là Cầu thủ xuất sắc nhất của bóng đá Iran vào năm 2019. Với 23 trận giữ sạch lưới sau 37 trận thi đấu ở mùa giải 2017–18, anh xếp hạng thứ hai thế giới cho thủ môn có số trận giữ sạch lưới nhiều nhất. Ngoài phản xạ nhanh cùng với khả năng cản phá những quả phạt đền, Beiranvand còn có khả năng ném bóng tầm xa rất tốt. Anh có thể ném bóng xa tới quá nửa sân từ cầu môn của mình và không ít lần trực tiếp kiến tạo cho đồng đội ghi bàn bằng những pha bóng phản công như vậy.